# Nikunau
Nikunau es una isla de coral del grupo de las islas Gilbert, pertenecientes a Kiribati.
Hay varias lagunas localizadas en la isla, sin acceso al océano e hipersalinas. La isla está rodeada por un arrecife de coral. La vegetación sobre Nikunau es moderadamente densa, consiste principalmente en palmeras cocoteras y pandanus.
Tiene un área de 18.2 km² y una población de cerca de 1800 habitantes.
Muchos historiadores concuerdan en que la isla fue descubierta en 1765 por el comodoro británico John Byron, a bordo de los buques Dolphin y Tamar.
A Nikunau sólo se puede llegar via Air Kiribati. el vuelo desde Tarawa dura aproximadamente 3 horas, con una parada en Tabiteuea norte para repostar. Air Kiribati no tiene acceso en línea, los vuelos deben ser arreglados personalmente o por teléfono.